# Jörg Jará
Hans Jörg Pütz (Flensburgo, 1959), más conocido por su seudónimo Jörg Jará, es un ventrílocuo alemán.

## Biografía
Desde su juventud, Pütz se dedicó a perfeccionar la técnica de las voces y el ilusionismo en el teatro de títeres.
Realizó sus estudios superiores en psicología y economía nacional alemana en la Universidad de Kiel.
En 1980, escribió su primer diálogo para una obra de ventriloquia, siendo emitido a través de la Radiodifusora del Norte de Alemania. En 1984 fue descubierto por la dirección del Hansa-Theater de Hamburgo, luego decidió convertirse en un ventrílocuo adoptando su nombre actual. 
Jörg Jará se especializó en presentaciones diseñadas para empresas y organizaciones, realizando múltiples actuaciones por países de Europa, Hong Kong y en el crucero "MS Europa". Ha aparecido en producciones de emisoras de radio y televisión alemanas, tales como la ARD, ZDF, NDR, WDR y MDR. También hizo una aparición en los nuevos espectáculos de Varieté de Alemania.
Completó su formación en psicología en análisis transaccional, desempeñándose como consultor y preparador psicológico de asuntos tales como el trato constructivo con el pánico escénico.